# Eva Linhart
Eva Linhart (* 20. Jahrhundert) ist eine deutsche Kunsthistorikerin mit dem Schwerpunkt Kunst- und Bildtheorie an der Schnittstelle freie und angewandte Kunst. Als Kuratorin leitet sie die Abteilung Buchkunst und Grafik am Museum Angewandte Kunst in Frankfurt am Main.

## Leben und Wirken
Linhart studierte Kunstgeschichte, Philosophie und Archäologie in Frankfurt am Main und promovierte in Basel bei Gottfried Boehm zum Thema Künstler und Passion entlang der Christusdarstellungen von James Ensor. Ihr Volontariat absolvierte sie beim Parkett-Verlag in Zürich.
Ihre wichtigsten Ausstellungen sind: Almir Mavignier. Additive Plakate (2004), Das richtige Buch. Johannes Gachnang als Verleger (2005), Vom Stammbuch zum Souvenir d'amitié. Deutscher Schicksalsfaden (2006), Gunter Rambow. Plakate (2007), Květa Pacovská. Maximum Contrast (2008) Tobias Rehberger. Flach. Plakate, Plakatkonzepte und Wandmalereien (2010), Double Intensity. 30 Jahre Brinkmann & Bose (2012). Mit der Ausstellung Give Love Back. Ata Macias und Partner (2014/15) fragte sie danach, was angewandte Kunst heute sein kann und stellte in 172 neue Buchobjekte (2017) die Neuerwerbungen von Künstlerbüchern zwischen Grafikdesign und Self-Publishing vor. Die Ausstellung Michael Riedel. Grafik als Ereignis (2018)  konzentrierte sich auf die Schnittstelle freie und angewandte Grafik. Unter dem Titel Erfolgsprogramm Künstlerbücher. Der Verlag der Buchhandlung Walther König (2022) würdigte sie die nach 1966 im Bereich bildende Kunst prägendste Verlegerpersönlichkeit und sein Umfeld. Zugleich thematisierte sie mit der Ausstellung die Rolle des Künstlerbuchs für die Entwicklung des Mediums Buch in einer zur ästhetischen Kommunikation sich erweiternden Wissenskultur.
Zu ihren Forschungsgebieten als Bildwissenschaftlerin zählen neben der Genieästhetik, die Frage nach der ästhetischen Grenze sowie die Positionierung des künstlerischen Buchobjekts als performativer Kunstraum. Sie war und ist Lehrbeauftragte an verschiedenen Hochschulen und Universitäten, um im Kontext der Problematik freie und angewandte Kunst die Doppelbegabung des Buchs zu thematisieren: Zum einen das Buch als Medium für Literatur, zum anderen das Buch als Künstlerbuch und damit in seiner Eigenschaft, Ausdrucksform bildender Kunst zu sein.
In ihrer wissenschaftlichen Arbeit konzentriert sie sich auf die Hypothese, dass bildende Kunst unter dem Autonomiebegriff produktionsästhetisch und im Selbstbezug argumentiert, dass Grafikdesign als angewandte Kunst und damit als eine Kunst für die Lebenspraxis hingegen ein rezeptionsästhetisches auf die Wirkung bedachtes Begründungsparadigma verlangt.